# Rumija
Die Rumija (montenegrinisch Румија) ist ein Gebirgszug der Dinariden im Südosten Montenegros und bezeichnet gleichzeitig den mit 1594 m. i. J. höchsten Gipfel dieses Gebirgszugs.

## Geographie

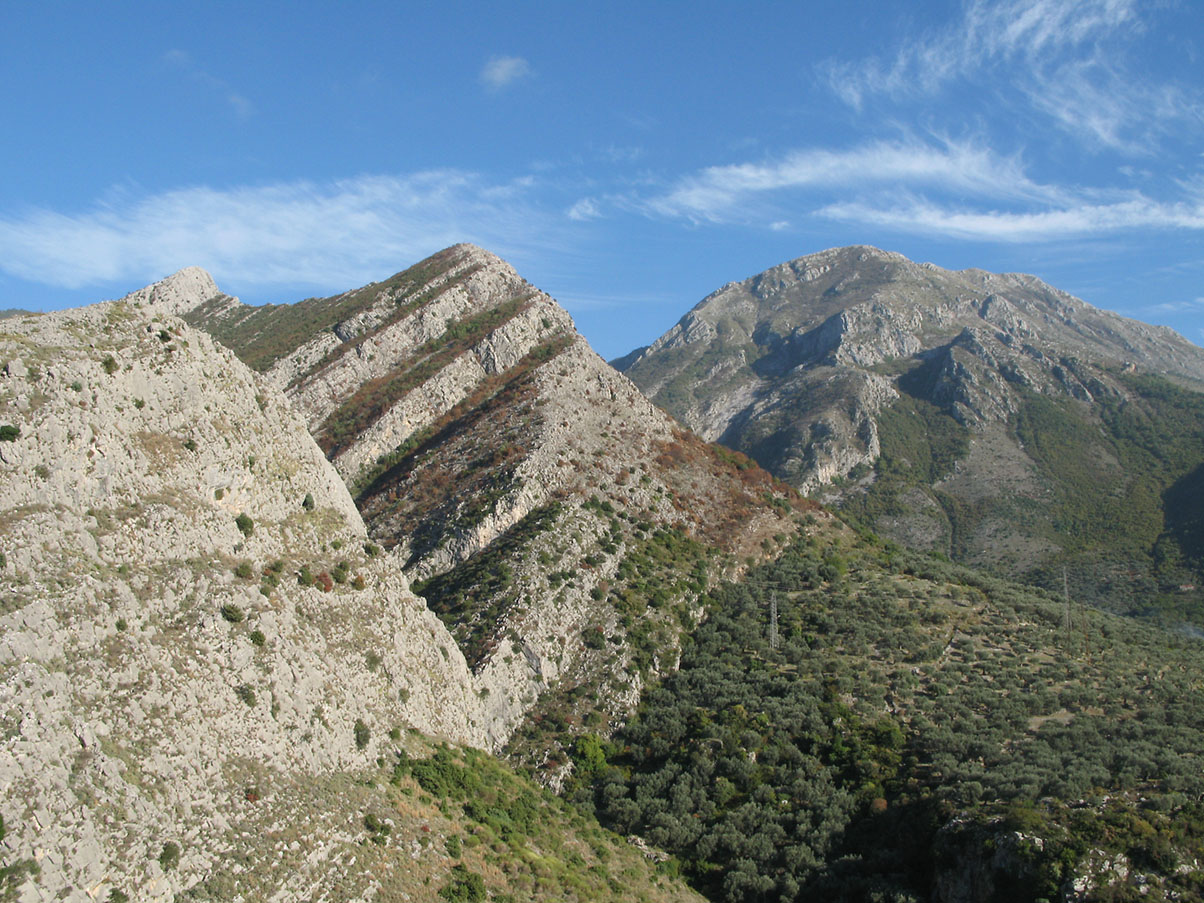
Steil abfallende Westseite der Rumija

Der Bergrücken der Rumija erstreckt sich über zehn Kilometer von Nordwesten nach Südosten und bildet zusammen mit den Paštrovići-Bergen eine natürliche Barriere zwischen Adria und dem Skutarisee. Weitere Gipfel sind Brisan (1435 m), Kozjak (1427 m), Loška (1353 m), Čagoglina (1297 m), Debelin (1205 m), Široka Strana (1185 m) und Vrsuta (1183 m). Der Gebirgszug endet im Südosten im in der Geschichte immer wieder umkämpften Tarabosh (593 m), der unweit von Shkodra bereits auf albanischem Gebiet liegt. Zur adriatischen Küstenlinie hin fällt die Rumija steil ab, etwas weniger steil zum Skutarisee. Die Höhendifferenz beträgt mehr als 1500 m, eine der höchsten Höhendifferenzen in Montenegro.
Nächstgelegene Stadt ist das an der Adria liegende Bar, von dessen landeinwärts gelegener Altstadt, Stari Bar, der Gipfel in etwa 5 Stunden zu erwandern ist.

## Verkehr
Rumija und Paštrovići-Berge bilden einen Riegel zwischen der Zeta-Ebene rund um Podgorica und dem Meer. Verkehrswege überwinden ihn nur an wenigen Stellen. Die Paštrovići-Berge können am 876 m hohen Seoštik-Pass und am Poljice-Pass (665 m) überquert werden. Eine einzige Straße passiert die Rumija am nördlichen Rand beim 805 m hohen Sutorman-Pass. Die Antivari-Bahn unterquerte den Pass in einem Scheiteltunnel auf 640 m Höhe. 1959 wurde eine neue Eisenbahnlinie nach Bar eröffnet, die den Bergriegel am Übergang von Rumija zu den Paštrovići-Bergen im 6170 m langen Sozina-Eisenbahntunnel (montenegrinisch Тунел Созина) unterquert. Der 2005 eröffnete Sozina-Straßentunnel ermöglicht heute eine schnelle Passage des Gebirgszugs. Der Straßentunnel ist 4189 m lang und gebührenpflichtig. Er erreicht die Küste wenig nördlich von Sutomore.
Eine enge, kurvenreiche Straße folgt dem Südufer des Skutarisees und überquert die östlichen Ausläufer der Rumija kurz vor der albanischen Grenze über den 480 m hohen Stegvaši-Pass.

## Religiöse Bedeutung
Der Gipfel des Rumija ist ein Ort von Bedeutung im Christentum. Jedes Jahr zu Pfingsten wird das Kreuz Jovan Vladimirs in einer Prozession vom Dorf Velji Mikulići auf den Gipfel getragen. Traditionell nehmen neben den orthodoxen Christen der Region Bar auch Katholiken und Muslime an der Prozession und dem Aufstieg zum Gipfel teil.

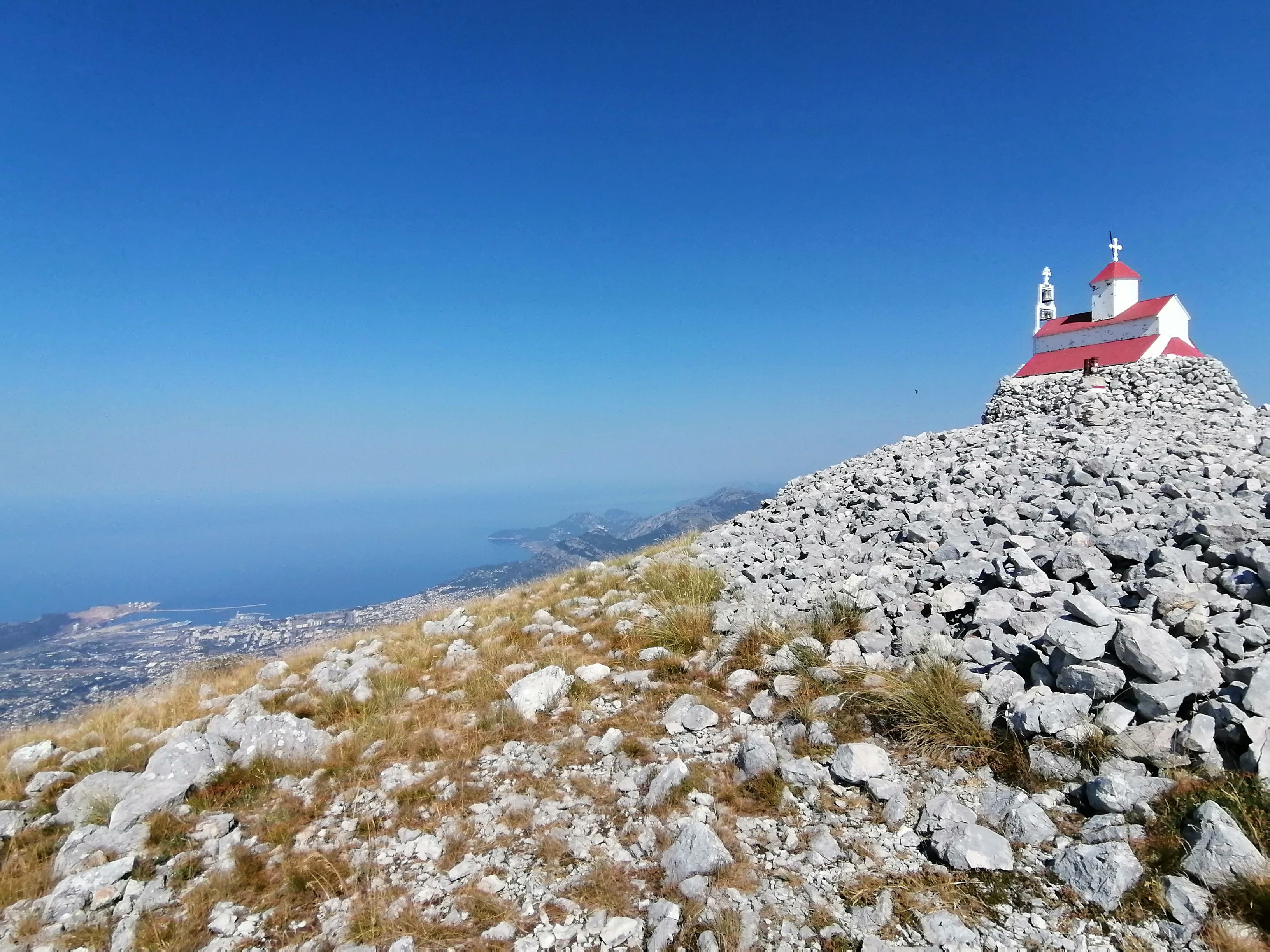
Gipfel der Rumija mit Kapelle, links am Meeresufer die Stadt Bar

Im Juni 2005 wurde von der Serbisch-Orthodoxen Kirche mit Hilfe eines Armee-Hubschraubers eine der Heiligen Dreifaltigkeit geweihte Kapelle errichtet. Die Errichtung der etwa drei auf zweieinhalb Meter großen Kapelle war eine höchst umstrittene Angelegenheit, da sie ohne Genehmigung der montenegrinischen Behörden erfolgte und die Verwendung eines Armeehubschraubers im Vorlauf zum Unabhängigkeitsreferendum von Montenegro auch als Provokation verstanden wurde.